# Zmej

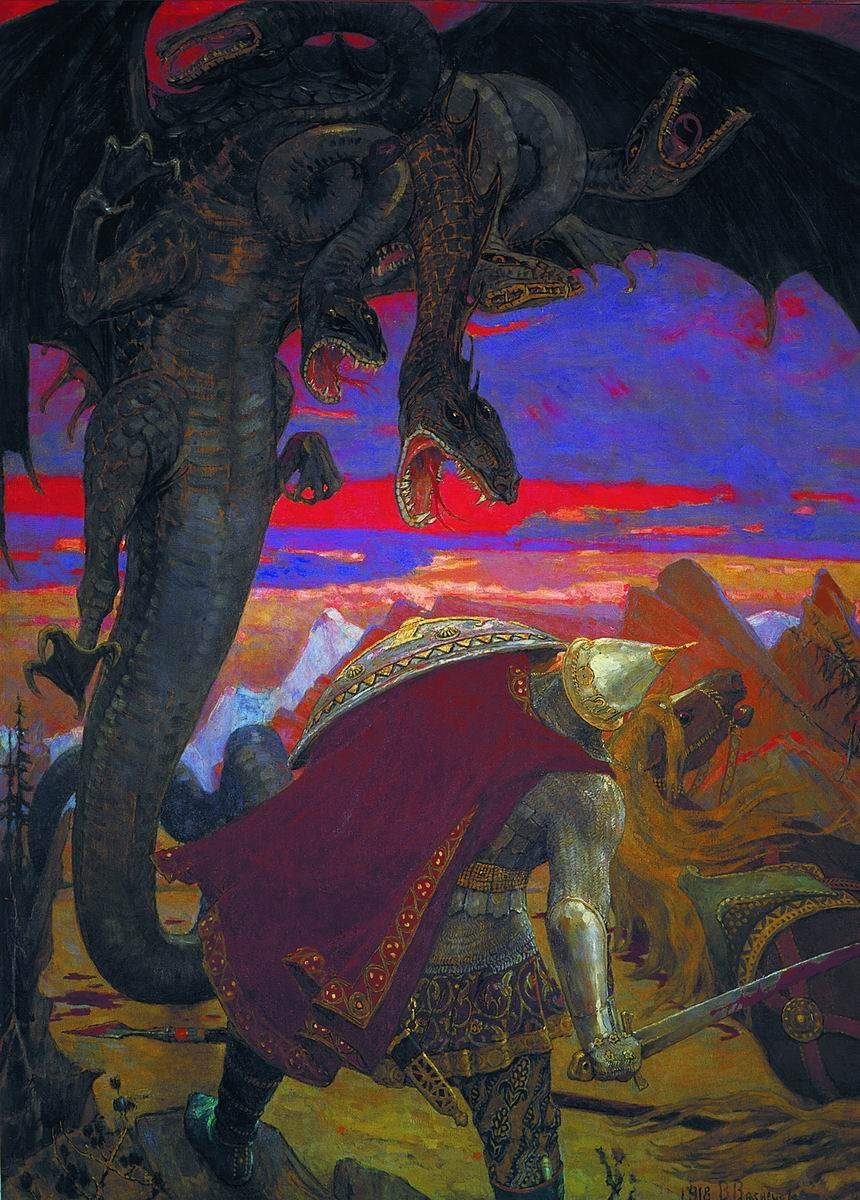
Zmej Gorynyč, autor: Viktor Vasněcov

Zmej, zmaj nebo zmij je hadí či dračí nestvůra, protivník hrdinů řady slovanských mýtů, pověstí a pohádek. Často zaměňován jako Zmok neboli plivník. V některých případech se zmej objevuje jako domácí duch podobný plivníkovi (zmok), v jihoslovanském folklóru je zmaj někdy ochráncem před démony, kteří ohrožují úrodu.
Zmej, zmaj či zmij vychází z praslovanského *zmьja „had“, stejně jako slovanské výrazy pro zmiji. Ze slovanského výrazu zmej je také odvozené rumunské zmeu označující draka či zlého obra.

## Zmej jako protivník
Na základě slovanské lidové kultury a srovnávací mytologie lze předpokládat že ve slovanském náboženství a mytologii představoval Zmej dračího či hadího protivníka Peruna. Tomuto nepřátelství odpovídá zápolení hada s hromovládcem v jiných indoevropských mytologiích, například Indry s Vrtrou nebo Thóra s Jörmungandem. Tento mytický motiv se stal základem teorie o takzvaném základním mýtu ruských filologů Vladimíra Toporova a Vjačeslava Ivanova. V lidovém křesťanském prostředí byla postava Zmeje někdy nahrazena také čertem či ďáblem, jehož protivníkem se stal Bůh, prorok Elijáš nebo Hrom. Přímo pod křesťanským vlivem se Zmej či drak objevuje například v lidové legendě O Petru a Fevronii, ikonách zobrazujících draka z Apokalypsy či souboj svatého Jegorije-Jiřího s drakem.
Podle teorie Toporova a Ivanova představuje souboj Peruna se Zmejem kosmogonický mýtus při kterém se drak pokoušel zadržet světové vody a uvrhnout zpět do prvotního chaosu. Za opakování tohoto mýtů považují různé pověsti a pohádky o souboji s drakem, včetně pověstí o založení města drakobijcem, například Trutnova Trutem a Krakova Krakem, které tak lze vyložit jako proměnu makrokosmického mýtu o stvoření světa na mikrokosmický o založení města. Tito badatelé také ztotožnili Zmeje s bohem Velesem, neexistuje však žádný doklad pro dračí či hadí přirozenost tohoto božstva či pro jeho násilný střet s Perunem.

### Kuzma a Demjan
Podle jedné z pověstí známé na Ukrajině a v Bělorusku se se zmijem utkávají „boží kováři“ Kuzma a Demjan. V tomto příběhu drak plení zemi a požírá její obyvatele a proto se s ním lidé domluví že mu budou dávat každý den jednoho člověka, když však přijde řada na hrdiny tak ti se zavřou ve své kamenné kovárně. Zmijovi poté tvrdí že dveře nejdou otevřít a navrhují mu aby se skrze ně prolízal, když ten učiní podle jejich rady uchopí jej kováři za jazyk rozžhavenými kleštěmi a zapřáhnou do pluhu. Poté s ním vyorají brázdu od Kyjeva k Dněpru či moři, případně oborají Kyjev či celý svět. Unavený zmij prosí o odpočinek a kováři mu jej v dopřejí a ten se vrhá k vodě a pije až pukne, z jeho těla co kováři spálili vylezou hadi, žáby, mouchy a jiná „havěť. Tato pověst zjevně odkazuje na nedochovaný mýtus o oddělení lidského a nelidského světa na počátku stvoření.

### Dobryňa Nikitič
Nejslavnějším drakobijcem ruských bylin je bohatýr Dobryňa Nikitič. Ten se přes varování své matky vykoupe v řece Puchaji či Pochajně a setká se tam se zmejou či drakem Zmejem Goryničem s dvanácti hlavami a chrlícím oheň. Ač je Dobryňa beze zbraní porazí draka „řeckým kloboukem“ a donutí ho k slibu že nebude již létat na Rus. Drak však své slovo poruší a letí do Kyjeva kde unese dceru či neteř knížete Vladimíra Jasného slunéčka Zabavu. Dobryňa dostane za úkol dívku vysvobodit a draka porazí díky kouzelným darům od své matky. Zničí také hnízdo dráčat, osvobodí Zabavu a další vězněné Rusy. Drak je v tomto příběhu symbolicky spojen s vodou a ohněm a z řeky, jež je hranicí jeho území, se valí dým, plameny a její voda vře. Řeka též symbolizuje hranici mezi světem lidí a světem jiným, v křesťanském kontextu mezi světem křesťanů a nevěřících. Řeka také může být také ztotožněna se skutečnou Pochajnou nedaleko Kyjeva, v které byly podle legendy roku 988 násilně pokřtěni obyvatelé města. „Řecký klobouk“ nejspíše symbolizuje křesťanství a Dobryňa vystupuje jako příkladný křesťanský hrdina jež se před bojem modlí ke svatému Mikuláši a Bohu.
Dobryňa se s drakem také setkal během své pozdější služby v Kyjevě. Zde potkal čarodějku jménem Marinka do které se zamiloval a zabil jejího dračího milence Tuga či Tugarina Zmejeviče. S tímto drakem bojoval také bohatýr Aljoša Popovič.

### Pohádky
Drak je typickým protivníkem mnoha pohádek. Podle Elizabeth Warnerové vystupují v bylinách především draci ženského pohlaví (zmeja), zatímco v pohádkách spíše mužští draci, případně dračí matka pronásledující hrdinu, který zabil její syny. Draci škodí tím že zabíjí a požírají lidi i dobytek, spalují trávu, úrodu a kradou vodu a světlo, především však unáší, požadují či svádějí ženy, typicky nevěstu hrdiny, případně jeho matku nebo sestru. Některé pohádky jako Boj na kalinovém mostě, Kulihrášek nebo Ivan Popelov obsahují výše uvedený motiv poražení draka kováři Kuzmou a Demjanem. Například v Boji na kalinovém mostě hrdina se poté co zabije draky co po mostě přicházejí do světa lidí vydává na nepřátelské území a před místním drakem či dračicí co se hněvá že z jejích synů jsou sirotci utíká právě do kovárny Kuzmy a Demjana.
V ruských a běloruských pohádkách se také objevuje drak Zmiulan poražený carem Ogoňem „Ohněm“ a carevnou Malanjicí, kterým ohněm zničil stáda a poté se schoval se v dutině starého dubu.

### Další draci
Srbský drak zase s lidskou ženou plodí syna jménem Zmaj ognjeni vuk „Drak ohnivý vlk“, hrdinu epických písní, který svého otce přemáhá.
V srbském, makedonském a bulharském folklóru se objevuje drak s několika hlavami zvaný ala, který ničí úrodu a přináší krupobití, a jehož protivníkem je z nejasných důvodů právě Zmej.

## Zmej jako domácí duch
Zmej se ve folklóru objevuje také jako ochránce domova, především jako takový který přináší do domu peníze a obilí – stejně jako plivník a zmok. Je to důsledkem jeho hadí přirozenosti, hadi byli chápání také jako ochránci domovů. Ve východoslovanské kultuře se tak chová ogněnnyj zmej „ohnivý drak“, v lužické pjenežny zmij „peněžní drak“, polské smok označuje jak draka tak bytost nosící obilí.

### Zmej jako ochránce
V jihoslovanské lidové kultuře existovala víra v lidi nadané schopností bojovat v transu s čaroději, či upíry zvané kresnici či zduhači. Těmto soubojům v srbském, makedonském a bulharském folklóru se podobají střety mezi Zmajem a démony zvanými ala, kteří mají podobu draka s několika hlavami a ohrožují úrodu bouřemi a kroupami. Zmaj je také otcem junáků a především lidí zvaných zmajevit čovek, zmaj, zmejavit čovek, alovit čovek, zmech či zmej, kteří také bojují proti alám. Podle Ryszarda Tomického v tomto podání zastupuje Zmaj hromovládce – Peruna, jehož původní podoba byla dračí a jehož protivník byl nazýván smok. Podle Michala Téry však má taková hypotéza oporu pouze v synkretickém jihoslovanském folklóru a k převzetí funkce hromovládce Zmajem došlo pouze z důvodu spojení draků s ohněm a nebesy.